# IPad Pro (1re génération)
L’iPad Pro est une nouvelle ligne d'iPad, une tablette tactile développée et commercialisée par Apple. L'iPad Pro est dévoilé le 9 septembre 2015 pendant la keynote « Dis Siri » à San Francisco aux côtés de l'Apple Pencil, et a été le premier iPad à utiliser le Pencil comme périphérique d'entrée.
L'iPad Pro a été commercialisé pour la première fois le 11 novembre 2015 avec une taille d'écran de 12,9 pouces, plus grande que tous les modèles d'iPad précédents et a une largeur égale à la hauteur d'écran de l'iPad Air,. Il embarque quatre haut-parleurs et le processeur maison le plus puissant jamais développé par la firme de Cupertino, le A9X. Compatible avec l'Apple Pencil, sa couche sensible fait la différence entre la pointe du stylet, le doigt de l'utilisateur et le contact accidentel de la paume de la main. Un modèle plus petit de 9,7 pouces, basé sur les dimensions de l'iPad Air 2, est sorti en mars 2016. Le modèle 12,9 pouces a été le premier iPad à être doté de RAM LPDDR4.

## Caractéristiques matérielles
La version 12,9 pouces de l'iPad Pro a été annoncée lors d'un événement spécial Apple le 9 septembre 2015. Il est sorti le 11 novembre 2015, avec deux options de capacité de stockage, 32 et 128 Go et 3 coloris, argent, or et gris sidéral. Les prix variaient de 919 € à 1249 € lors de sa sortie, en fonction de la capacité de stockage et de la connectivité cellulaire.
Le 21 mars 2016, la version 9,7 pouces de l'iPad Pro a été annoncée lors d’une keynote Apple avec un coloris supplémentaire, or rose. La version 9,7 pouces a également introduit la possibilité de choisir le modèle de base de 32 Go avec l’option Cellular + WiFi. Auparavant, l'option Cellular + WiFi n'était disponible que sur les modèles iPad Pro de 128 Go. Il introduit également une variante 256 Go, disponible également pour le modèle 12,9 pouces. Les prix du modèle 9,7 pouces variaient entre 695 € et 1205 € à sa sortie, selon la configuration. Il est sorti le 31 mars 2016.
L'iPad Pro 9,7 pouces dispose d'un processeur plus rapide et d'un meilleur appareil photo que l'iPad Air 2. C'est le premier iPad à être doté de True Tone Flash et Retina Flash, et son option de stockage de 256 Go était la plus élevée pour un iPad à l'époque. Son écran True Tone permet à l'écran LCD d'adapter sa couleur et son intensité à l'éclairage ambiant.
Les deux modèles d'iPad Pro comprennent la puce Apple A9X et le coprocesseur de mouvement Apple M9. Le modèle de 9,7 pouces, cependant, dispose d'un processeur légèrement sous-cadencé (2,16 GHz contre 2,26 GHz sur le modèle 12,9 pouces) et seulement 2 Go de RAM. Plusieurs fonctionnalités sont issues de l'iPad standard, telles que Touch ID et l'écran Retina. Les nouvelles fonctionnalités comprennent un Smart Connector pour connecter un clavier et quatre haut-parleurs stéréo situés par paires en haut et en bas de l'appareil. Le modèle de 12,9 pouces a un écran de 2732 par 2048 et le modèle de 9,7 pouces a un écran de 2048 par 1536. Les deux écrans ont une résolution de 264 pixels par pouce et disposent d'un taux de rafraîchissement variable, une première pour Apple. La version 12,9 pouces est également le premier appareil iOS à inclure plus de 2 Go de RAM.
Un iPad Pro personnalisé de 12,9 pouces a également été conçu par Jony Ive et soumis à la vente aux enchères Time for Design de Phillips. L'édition spéciale de l'iPad Pro a une gravure "Edition 1 of 1" à l'arrière et est livrée avec une finition anodisée jaune-or personnalisée, une Smart Cover en cuir bleu et une coque Apple Pencil en cuir orange, qui ne sont pas commercialisées par Apple ailleurs. L'édition spéciale s'est vendue 50 000 £,.

## Logiciel
Les deux modèles d'iPad Pro (1re génération) prennent en charge iOS 9, 10, 11, 12, iPadOS 13, 14, 15, 16 mais ne prennent pas en charge iPadOS 17 en raison de limitations matérielles.

## Réception
Scott Stein de CNET a fait l'éloge du processeur plus rapide et des nouveaux accessoires disponibles. Cependant, il a critiqué le coût de l’appareil et de ses accessoires, tout en notant son processeur légèrement plus lent avec moins de RAM du modèle de 9,7 pouces par rapport au plus grand modèle de 12,9 pouces. Matt Swider de TechRadar a complimenté la facilité d'utilisation, la grande capacité de 256 Go et l’écran True Tone, mais a été contrarié par le prix de base élevé. Gareth Beavis a donné une critique positive, louant l'écran élargi et la qualité audio, mais a déclaré que la durée de vie de la batterie pourrait être plus longue.

## Galerie

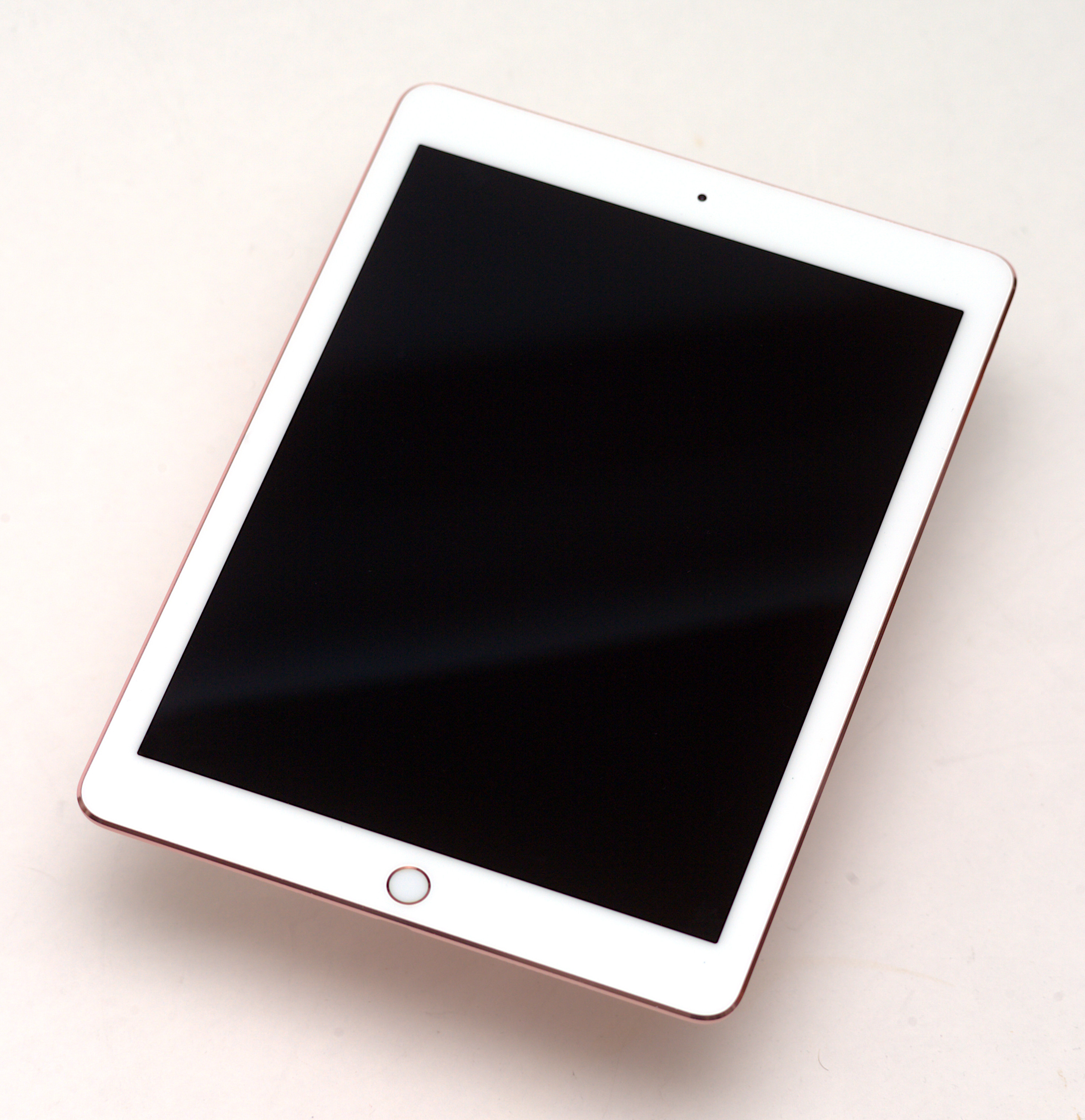
iPad Pro 9,7 pouces en coloris or rose
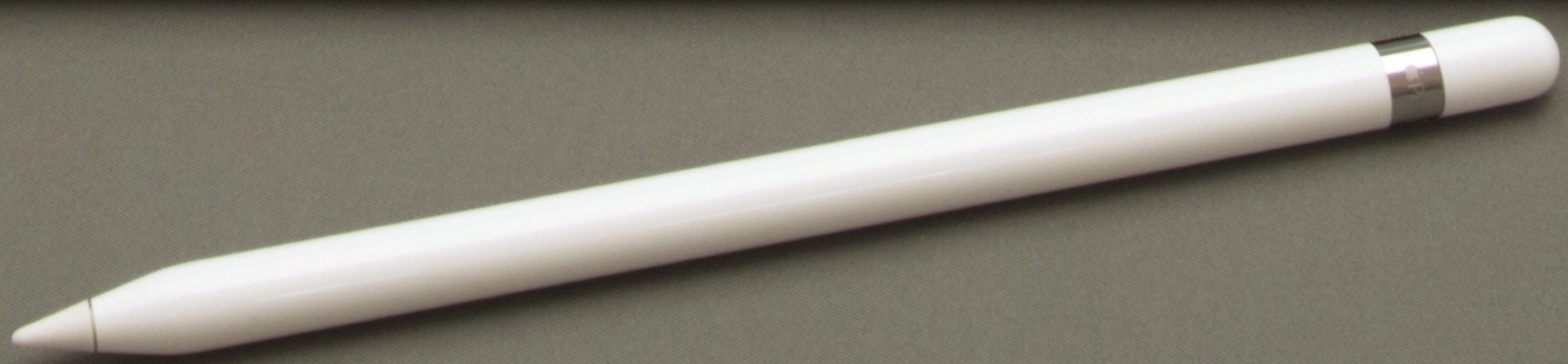
Apple Pencil de première génération

## Chronologie
| Frise des modèles d'iPad |
| ------------------------ |
|                          |

Source : Archives de la Newsroom Apple.